# Янкі (Прушковський повіт)
Янкі (пол. Janki) — село в Польщі, у гміні Рашин Прушковського повіту Мазовецького воєводства.
Населення — 1030 осіб (2011).
У 1975-1998 роках село належало до Варшавського воєводства.

## Демографія
Демографічна структура станом на 31 березня 2011 року:
|          | Загалом | Допрацездатний вік | Працездатний вік | Постпрацездатний вік |
| -------- | ------- | ------------------ | ---------------- | -------------------- |
| Чоловіки | 498     | 94                 | 344              | 60                   |
| Жінки    | 532     | 100                | 320              | 112                  |
| Разом    | 1030    | 194                | 664              | 172                  |